# Wilhelm Fürst von Urach
Wilhelm (III.) Fürst von Urach (* 27. September 1897 in Stuttgart; † 8. August 1957 in München) war ein deutscher Maschinenbauingenieur.

## Leben
Wilhelm Fürst von Urach war der Sohn von Wilhelm (II.), Herzog von Urach, Graf von Württemberg und der Amalie, Herzogin von Urach, Gräfin von Württemberg, geb. Herzogin in Bayern. Er besuchte zunächst das Hayersche Knabeninstitut in Stuttgart und ab 1908 das Karlsgymnasium in Stuttgart, wo er 1914 das Abitur ablegte.
Am 3. August 1914 wurde er zum Feldartillerie-Regiment „König Karl“ (1. Württembergisches) Nr. 13 eingezogen. Bereits am 18. August 1914 erfolgte seine Ernennung zum Leutnant. Wilhelm diente im Ersten Weltkrieg vor allem im Reserve-Feldartillerie-Regiment Nr. 26, im Generalkommando Karpatenkorps (IV. Reserve-Korps) und kam u. a. in Frankreich, Polen, Flandern, Serbien, in den Karpaten und in der Bukowina zum Einsatz. Für seine Verdienste wurde er am 30. August 1915 mit dem Ritterkreuz des Württembergischen Militärverdienstordens ausgezeichnet. Am 18. Dezember 1917 wurde er zum Oberleutnant befördert.
Bereits 1916 hat sich Wilhelm – wahrscheinlich auf Wunsch seines Vaters – als Kriegsstudent an der Universität Tübingen im Fach Rechtswissenschaften eingeschrieben. Sein eigentliches Interesse galt jedoch der Technik und den Ingenieurwissenschaften. Daher studierte Wilhelm in den Jahren 1919 bis 1922 Maschinenbau an der Technischen Hochschule Stuttgart. Während seines Studiums wurde er Mitglied der Studentenverbindung „Akademische Gesellschaft Sonderbund“ in Stuttgart. 1922 wurde ihm das Ingenieurs-Diplom erteilt. Nach dem Studium arbeitete er bei den Automobilfirmen Steiger in Burgrieden bei Laupheim, Cockerell in München und Bugatti in Molsheim/Elsass. 1927 wechselte er zu Daimler-Benz. Dort war er zunächst in Untertürkheim als Konstrukteur tätig. Ab 1933 gehörte er dem Direktions-Sekretariat an. 1937 wurde er zum Oberingenieur ernannt. Zu seinem Aufgabengebiet gehörte u. a. die Betreuung der Mercedes-Fahrer bei Sportveranstaltungen.
Während des Zweiten Weltkrieges hatte er als Industriebevollmächtigter die Verantwortung für die technische Leitung des Renault-Automobilwerkes im besetzten Frankreich. Ab 1945 war Wilhelm von Urach wieder im Direktions-Sekretariat bei Daimler-Benz tätig. In den Jahren 1946 bis 1950 oblag ihm die PKW-Versuchsleitung Untertürkheim. 1954 erhielt Wilhelm von Urach die Prokura. Im selben Jahr wurde ihm auch die Leitung des Daimler-Museums übertragen. Gegen den Widerstand seines Vaters heiratete Wilhelm am 19. Juni 1928 Elisabeth Theurer (1899–1988). Sie war die Tochter des Richard Theurer, des Generaldirektors der Firmen G. Siegle & Co. und Kast & Ehinger, und der Elisabeth geb. Groß. Aufgrund der Heirat verzichtete Wilhelm auf die Nachfolge als (dritter) Herzog und Chef des Hauses Urach und auf den Titel eines Grafen von Württemberg. Der Herzogstitel ging daher nach dem Tod des Wilhelm (II.) Herzog von Urach auf den jüngeren Bruder Wilhelms, Karl Gero (1899–1981), über.
Aus der Ehe mit Elisabeth Theurer gingen die Töchter Elisabeth (1932–1999) und Maria Christine (1933–1990) hervor. Die promovierte Psychologin Elisabeth von Urach war als Leiterin der Dienststelle Erziehungs- und Jugendberatung in Stuttgart tätig. Maria-Christine von Urach studierte – wie ihr Vater – Maschinenbau und trat nach dem Studium in den Dienst der Firma Daimler-Benz. Dort stieg sie zur Leiterin der Hauptabteilung Organisation und Datenverarbeitung auf. Seit 1978 vertrat sie die leitenden Angestellten im Aufsichtsrat der Daimler-Benz AG. Wilhelm von Urach starb am 8. August 1957 in München. Er wurde auf dem Waldfriedhof in Stuttgart begraben.